# آبولیایسوو
آبولیایسوو (انگلیسی: Abulyaisovo) یک شهرک در شهرستان زیانچورینسکی استان باشقیرستان کشور روسیه است.